# André Bucher
André Bucher (ur. 19 października 1976 w Neudorf) – szwajcarski lekkoatleta, średniodystansowiec, mistrz świata w biegu na 800 metrów, trzykrotny uczestnik letnich igrzysk olimpijskich (Atlanta 1996, Sydney 2000, Ateny 2004).
Największe sukcesy odnosił w biegu na 800 metrów:
- srebrny medal podczas Mistrzostw Europy juniorów w lekkoatletyce (Nyíregyháza 1995)
- srebro podczas Młodzieżowych Mistrzostw Europy w Lekkoatletyce (Turku 1997)
- srebrny medal na Mistrzostwach Europy w lekkoatletyce (Budapeszt 1998)
- 5. miejsce podczas Pucharu Świata w Lekkoatletyce (Johannesburg 1998)
- srebro na Uniwersjadzie (Palma de Mallorca 1999)
- 5. miejsce podczas Letnich Igrzysk Olimpijskich (Sydney 2000)
- brązowy medal na Halowych Mistrzostwach Świata w Lekkoatletyce (Lizbona 2001)
- złoty medal podczas Mistrzostw Świata w Lekkoatletyce (Edmonton 2001)
- srebro na Halowych Mistrzostwach Europy w Lekkoatletyce (Wiedeń 2002)
- srebrny medal podczas Mistrzostw Europy w lekkoatletyce (Monachium 2002)
- 4. miejsce podczas Pucharu Świata w Lekkoatletyce (Madryt 2002)
- 3. miejsce na Światowym Finale IAAF (Monako 2003).

Biegał on również 1500 metrów, gdzie jednak główne sukcesy odnosił w Szwajcarii, zdobył również :
- srebrny medal podczas Mistrzostw Świata Juniorów w Lekkoatletyce (Lizbona 1994).

W 2001 wygrał wszystkie 6 biegów na 800 metrów podczas cyklu Złotej Ligi. W tym samym roku został wybrany Europejskim Lekkoatletą Roku.

## Rekordy życiowe
- bieg na 400 metrów – 46,32 (2000)
- bieg na 600 metrów – 1:14,72 (1999)
- bieg na 800 metrów – 1:42,55 (2001) - Rekord Szwajcarii
- bieg na 1000 metrów – 2:15,63 (2001) - Rekord Szwajcarii
- bieg na 1500 metrów – 3:38,44  (1996)
- bieg na 800 metrów (hala) – 1:44,93 (2002) - Rekord Szwajcarii, 9. wynik w historii lekkoatletyki